# Balezinó
Balezinó (en ruso: Бале́зино) es un pueblo ubicado en el norte de la república de Udmurtia, Rusia, a unos 100 km al norte de Izhevsk —la capital de la república— y a unos 125 al noroeste del río Kama, uno de los principales afluentes del Volga. Su población en el año 2010 era de 16 121 habitantes.

## Transporte

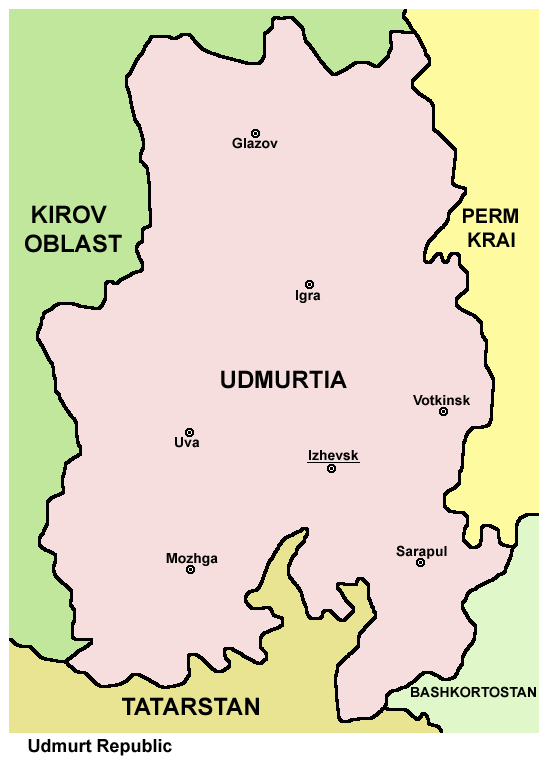
Mapa de Udmurtia en el que aparece Balezinó

Es una importante estación de ferrocarril, ya que aquí para el transiberiano, la red ferroviaria que conecta la Rusia europea con las provincias del Lejano Oriente ruso, Mongolia, República Popular China y Corea del Norte. Los trenes de largo recorrido demoran al menos unos 30 minutos en Balezinó, para revisar su mantenimiento.